# Saravillo

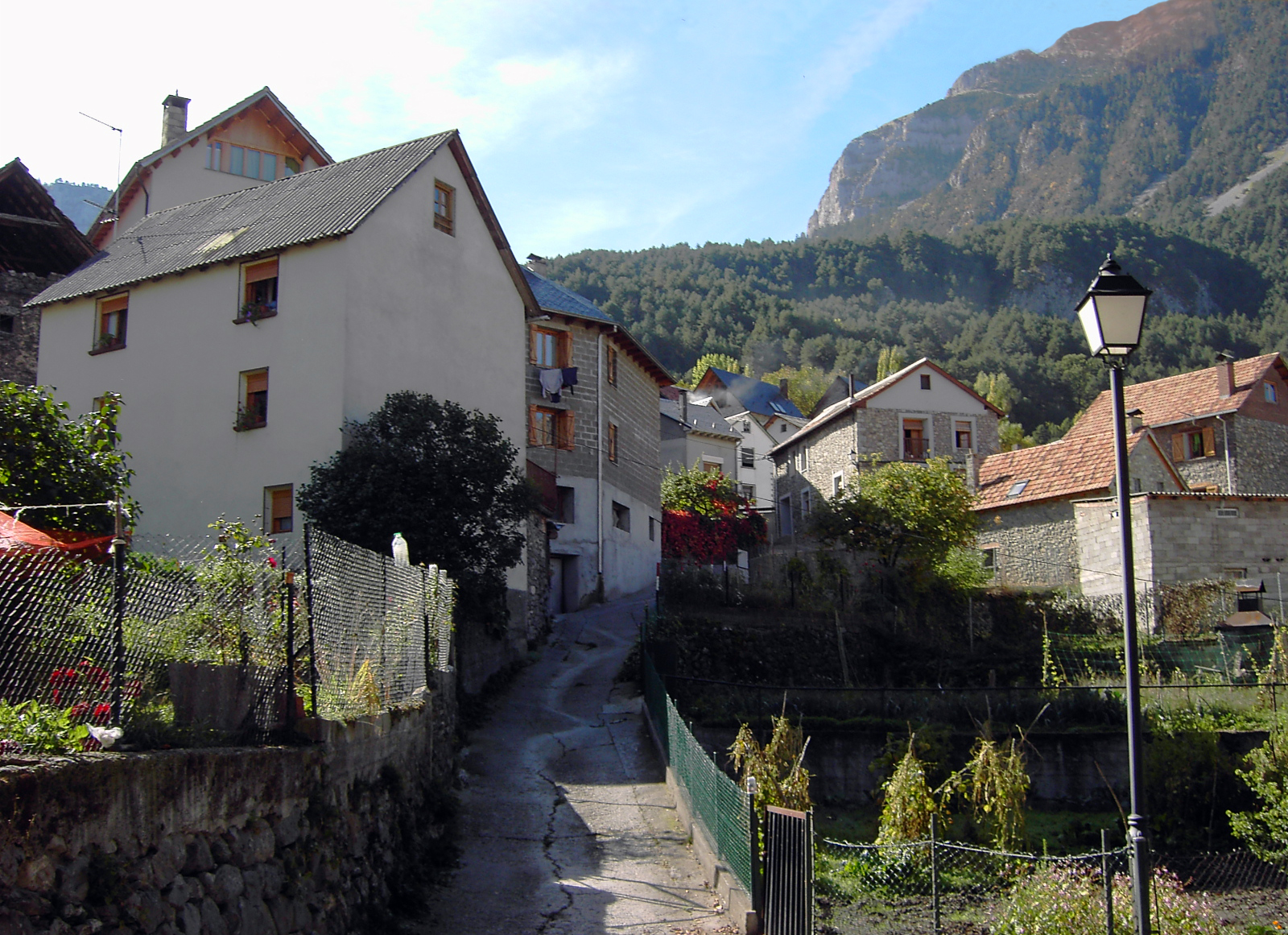
Vista parcial de Saravillo.

Saravillo (en aragonés Sarabillo o Saraviello) es una localidad española dentro del municipio de Plan, en el Sobrarbe, provincia de Huesca, Aragón. Se halla en el valle de Gistaín, en el Pirineo.

## Datos básicos
- Tiene alrededor de 100 habitantes.
- Está situado a unos 950 m s. n. m.
- El nombre aragonés del valle de Gistau es Bal de Chistau.

## Límites
Está situado en la falda de la cara norte de Punta Calva, a la vera del río Cinqueta (afluente del Cinca). 

## Montaña
Desde Saravillo se puede acceder a montes como la Peña Lierga, Punta Calva, San Miguel, Artiés o el pico más alto de Saravillo, Cotiella (2.912 m).

## Cultura y tradiciones
- Primer sábado de julio, romería a la ermita de Santa Isabel, situada en el collado homónimo en las faldas de la Punta Llerga.
- Fiesta mayor del 12 al 15 de agosto en honor a Santa María de la Asunción, matrona de la localidad.
- En esta localidad finaliza, en el mes de enero, la curiosa procesión de los trucos de san Antón (traducible como Los Cencerros de San Antonio), celebrada el 17 de enero, festividad de San Antón, que se caracteriza por la marcha desde las localidades de la cuenca alta del valle (Gistaín, San Juan y Plan) de una comitiva de personas de todas las edades mientras tañen ruidosamente grandes cencerros de buey (trucos en aragonés) que hoy en día ya se construyen especialmente para la ocasión.
- Se mantiene con vitalidad el uso del aragonés chistabín, aunque presenta algunas diferencias con respecto al chistabín hablado en Plan, San Juan y Chistén en cuanto a la conjugación de los verbos en pretérito perfecto simple.